# Ronde van de Toekomst 1977
De wielerwedstrijd  Ronde van de Toekomst 1977 (Frans: Tour de l'Avenir 1977) werd gehouden van 12 tot en met 25 september in Frankrijk.
Er werd uitsluitend in het noordoosten van Frankrijk (regio Grand Est) gekoerst met uitstapjes naar België, Luxemburg, Saarland en Baden-Württemberg; de start vond plaats in Metz in het departement Moselle en de finish was in Nancy. Het eerste deel was voornamelijk een vlak en heuvelachtig parcours, de voorlaatste etappe voerde de renners naar de top van de Ballon d'Alsace in de Vogezen. Deze ronde bestond uit een proloog en twaalf etappes waarvan de zesde een individuele tijdrit was. De negentiende september was een rustdag.

## Bijzonderheden
- Aan deze ronde deden uitsluitend landenploegen mee.
- De Belg Guido Van Calster wist vier etappes te winnen en werd mede daardoor eerste in het puntenklassement.

## Etappe-overzicht
| etappe  | datum        | start             | finish            | afstand  | winnaar               | klassementsleider   |
| ------- | ------------ | ----------------- | ----------------- | -------- | --------------------- | ------------------- |
| proloog | 12 september | Metz              | Metz              | 1,7 km   | Stefan Mutter         | Stefan Mutter       |
| 1e      | 13 september | Metz              | Metz              | 132 km   | Patrick Friou         | Dirk Heirweg        |
| 2e      | 14 september | Thionville        | Han-sur-Lesse     | 190 km   | Guido Van Calster     | Dirk Heirweg        |
| 3e      | 15 september | Herbeumont        | Vitry-le-François | 178 km   | Bernard Becaas        | Johan van der Velde |
| 4e      | 16 september | Vitry-le-François | Hayange           | 177 km   | Claude Criquielion    | Philippe Bodier     |
| 5e      | 17 september | Hayange           | Saarbrücken       | 135 km   | Bernard Becaas        | Philippe Bodier     |
| 6e (it) | 18 september | Kehl              | Kehl              | 34,9 km  | Vito Da Ros           | Philippe Bodier     |
| 7e      | 20 september | Kehl              | Schiltigheim      | 142,5 km | Guido Van Calster     | Johan van der Velde |
| 8e      | 21 september | Schiltigheim      | Sélestat          | 125 km   | Guido Van Calster     | Eddy Schepers       |
| 9e      | 22 september | Sélestat          | Thann             | 128,5 km | Gilbert Lelay         | Eddy Schepers       |
| 10e     | 23 september | Thann             | Kingersheim       | 108 km   | Mirko Bernardi        | Eddy Schepers       |
| 11e     | 24 september | Kingersheim       | Ballon d'Alsace   | 110 km   | Christian Levavasseur | Eddy Schepers       |
| 12e     | 25 september | Luxeuil           | Nancy             | 147 km   | Guido Van Calster     | Eddy Schepers       |

## Eindklassementen

### Algemeen klassement
| rang | renner              | land        | tijd        |
| ---- | ------------------- | ----------- | ----------- |
| 1    | Eddy Schepers       | België      | 39u 39' 56" |
| 2    | Johan van der Velde | Nederland   | op 1' 46"   |
| 3    | Roberto Visentini   | Italië      | op 2' 29"   |
| 4    | Guido Van Calster   | België      | op 4' 15"   |
| 5    | Stefan Mutter       | Zwitserland | op 4' 28"   |
| 6    | Ignacio Arana       | Spanje      | op 5' 01"   |
| 7    | Philippe Bodier     | Frankrijk   | op 6' 34"   |
| 8    | Sergio Gerosa       | Zwitserland | op 7' 51"   |
| 9    | Vito Da Ros         | Italië      | op 8' 13"   |
| 10   | René Martens        | België      | op 9' 19"   |
| 12   | Jo Maas             | Nederland   | op 14' 45"  |

### Puntenklassement
| rang | renner            | land   | tijd |
| ---- | ----------------- | ------ | ---- |
| 1    | Guido Van Calster | België | p    |

### Bergklassement
| rang | renner         | land      | tijd |
| ---- | -------------- | --------- | ---- |
| 1    | Bernard Becaas | Frankrijk | p    |

1961 · 1962 · 1963 · 1964 · 1965 · 1966 · 1967 · 1968 · 1969 · 1970 · 1971 · 1972 · 1973 · 1974 · 1975 · 1976 · 1977 · 1978 · 1979 · 1980 · 1981 · 1982 · 1983 · 1984 · 1985 · 1986 · 1987 · 1988 · 1989 · 1990 · 1991 · 1992 · 1993 · 1994 · 1995 · 1996 · 1997 · 1998 · 1999 · 2000 · 2001 · 2002 · 2003 · 2004 · 2005 · 2006 · 2007 · 2008 · 2009 · 2010 · 2011 · 2012 · 2013 · 2014 · 2015 · 2016 · 2017 · 2018 · 2019 · 2020 · 2021 · 2022 · 2023 · 2024